# Красовицкий, Александр Михайлович
Александр Михайлович Красовицкий, более известен как просто Михалыч (8 июня 1972, Магнитогорск) — российский музыкант, поэт, вокалист рок-группы из Санкт-Петербурга «Animal ДжаZ» и сайд-проекта «Zero People», один из основателей проекта «Lemurianz».

## Биография
Александр Красовицкий родился 8 июня 1972 года в Магнитогорске, молодые годы провёл в Магаданской области, непосредственно в г. Магадане. Мать — Красовицкая Юлия Ивановна (23.09.1941). Отец — Красовицкий Михаил Александрович (05.09.1940—2007) — журналист.
Дочь от первого брака — Ирина (28.02.1993). 
Сразу после окончания школы приехал поступать в Санкт-Петербург. Поступил в СПбГУ на факультет социологии, окончил аспирантуру. Несмотря на успешное обучение и перспективы в научной деятельности, ушёл из науки и решил попробовать себя в музыке, создав свой первый проект «Аква Вита» (софт-рок).

Александр Красовицкий:

… я оказался в Витебске у друга в гостях. И там мы пошли на гала-концерт «Славянского базара». Играла «Агата Кристи». И вот там, сидя в зале, где-то на четвёртой песне я вдруг чётко увидел, что моё место не здесь, в пятом ряду, а там, где музыканты. И всё стало ясно и легко. Это был, кстати, первый рок-концерт в моей жизни. Я ни в клубах не был, ни с рокерами не общался. Жил на Приморской, от «Там-Тама» практически в двух шагах, и каждый раз, проезжая мимо него во время какого-нибудь мероприятия, морщился от вида тамошней публики. Был нормальный такой ботаник в роговых очках и усах.
— Animal ДжаZ. Зверский джаз навсегда
С 1999 по 2000 пел в альтернативной группе «Vegetative» (арт-кор, гранж).
В 2000 году основал группу «Animal ДжаZ», в которой поёт по сей день, а также является автором практически всех текстов песен и большей части музыки.
С 2000 года с басистом «Animal ДжаZ» Игорем Булыгиным стал вести портал о клубной музыке spbclub.ru, в котором сделан упор на малоизвестные андеграундные рок-коллективы.
С 2003 по 2007 год работал зам. главного редактора в журнале «Fuzz».
Обладатель премии Rock Alternative Music Prize 2007 за песню «Шаг вдох» как «Лучший саундтрек 2007 года» (фильм «Граффити» реж. Игорь Апасян) и в номинации «Хит года» за песню «Три полоски».
Обладатель премии журнала «Петербургский музыкант» с одноимённым названием (2008 г.) как «Вокалист года».
Являлся эндорсером фирмы Shure в России.
В 2011 году вдвоём с клавишником «Animal ДжаZ» Александром Заранкиным основал коллектив «Zero People».
В 2014 году сыграл роль школьного учителя в фильме «Школьный стрелок» режиссёров Екатерины Шатровой и Вадима Шатрова. Песня «Ложь» из альбома «Фаза быстрого сна» вошла в фильм.
Принял участие в подготовке мюзикла на льду «Дракула. История вечной любви», записав вокальную партию Ренфилда — пациента клиники для душевнобольных и верного прислужника графа Дракулы.
Номинант премии «Чартова дюжина» 2019 в категории «солист»
Ведёт инстаграм, посвященный граффити и стрит-арту — streetartpedia и topstreetart
6 июля 2020 года женился во второй раз.
5 сентября 2022 года вместе с актрисой Юлией Пересильд вышел на сцену Театра на Бронной в спектакле «Мужчина/Женщина», средства с которого были пожертвованы в фонд «Галчонок».
В одном из интервью шутил, что он такой, потому что в нём сочетается комплекс неполноценности с манией величия.